# Данкан Едвардс
Данкан Едвардс (енгл. Duncan Edwards; 1. октобар 1936 — 21. фебруар 1958) био је енглески фудбалер који је играо за Манчестер јунајтед и репрезентацију Енглеске. Преминуо је у 22. години од последица повреда у Минхенској трагедији 1958. године. Његова физичка снага и ауторитет су на терену долазили до изражаја и сматрало се да би постао један од најбољих енглеских фудбалера у историји. За Манчестер јунајтед је одиграо укупно 177 утакмица, а за репрезентацију Енглеске је наступао 18 пута и постигао пет голова.

## Статистика каријере

### Клупска
| Клуб               | Сезона   | Прва дивизија | Прва дивизија | ФА куп   | ФА куп | Европски куп | Европски куп | Черити шилд | Черити шилд | Укупно   | Укупно |
| Клуб               | Сезона   | Утакмице      | Голови        | Утакмице | Голови | Утакмице     | Голови       | Утакмице    | Голови      | Утакмице | Голови |
| ------------------ | -------- | ------------- | ------------- | -------- | ------ | ------------ | ------------ | ----------- | ----------- | -------- | ------ |
| Манчестер јунајтед | 1952/53. | 1             | 0             | 0        | 0      | 0            | 0            | 0           | 0           | 1        | 0      |
| Манчестер јунајтед | 1953/54. | 24            | 0             | 1        | 0      | 0            | 0            | 0           | 0           | 25       | 0      |
| Манчестер јунајтед | 1954/55. | 33            | 6             | 3        | 0      | 0            | 0            | 0           | 0           | 36       | 6      |
| Манчестер јунајтед | 1955/56. | 33            | 3             | 0        | 0      | 0            | 0            | 0           | 0           | 33       | 3      |
| Манчестер јунајтед | 1956/57. | 34            | 5             | 6        | 1      | 7            | 0            | 1           | 0           | 48       | 6      |
| Манчестер јунајтед | 1957/58. | 26            | 6             | 2        | 0      | 5            | 0            | 1           | 0           | 34       | 6      |
| Укупно             | Укупно   | 151           | 20            | 12       | 1      | 12           | 0            | 2           | 0           | 177      | 21     |

### Репрезентативна
| Енглеска | Енглеска | Енглеска |
| Година   | Утакмице | Голови   |
| -------- | -------- | -------- |
| 1955     | 4        | 0        |
| 1956     | 7        | 3        |
| 1957     | 7        | 2        |
| Укупно   | 18       | 5        |

### Голови за репрезентацију
| # | Датум             | Стадион                        | Противник       | Гол   | Резултат | Такмичење                        |
| - | ----------------- | ------------------------------ | --------------- | ----- | -------- | -------------------------------- |
| 1 | 26. мај 1956.     | Олимпијски стадион, Берлин     | Западна Немачка | 1 : 0 | 3 : 1    | Пријатељска утакмица             |
| 2 | 5. децембар 1956. | Стадион Молинју, Вулверхемптон | Данска          | 4 : 2 | 5 : 2    | Квалификације за СП 1958.        |
| 3 | 5. децембар 1956. | Стадион Молинју, Вулверхемптон | Данска          | 5 : 2 | 5 : 2    | Квалификације за СП 1958.        |
| 4 | 6. април 1957.    | Вембли, Лондон                 | Шкотска         | 2 : 1 | 2 : 1    | Британско домаће првенство 1957. |
| 5 | 6. новембар 1957. | Вембли, Лондон                 | Ирска           | 2 : 3 | 2 : 3    | Британско домаће првенство 1958. |

## Успеси
Манчестер јунајтед
- Прва дивизија: 1955/56, 1956/57.
- Черити шилд: 1956, 1957.